# Мезун Ґюєтте
Мезун Ґюєтте, також відомий як Les Peupliers, — будинок в Антверпені, Бельгія, спроектований Ле Корбюзьє в 1926 році та побудований у 1927 році. Це була студія та житлові приміщення Рене Ґюєтте, художника та мистецтвознавця. Одна з менш відомих робіт франко-швейцарського архітектора, це ранній приклад міжнародного стилю.
Рене Ґюєтте попросив Ле Корбюзьє спроектувати будинок за зразком Pavilion de l'Esprit Nouveau 1925 року. Ґюєтте все життя черпав натхнення з будинку, використовуючи гуаш та експериментальну фотографію.
Будинок і робота Ґюєтте були предметом виставки в галереї 9H у Лондоні.
У липні 2016 року будинок і кілька інших робіт Ле Корбюзьє були внесені до списку Світової спадщини ЮНЕСКО.

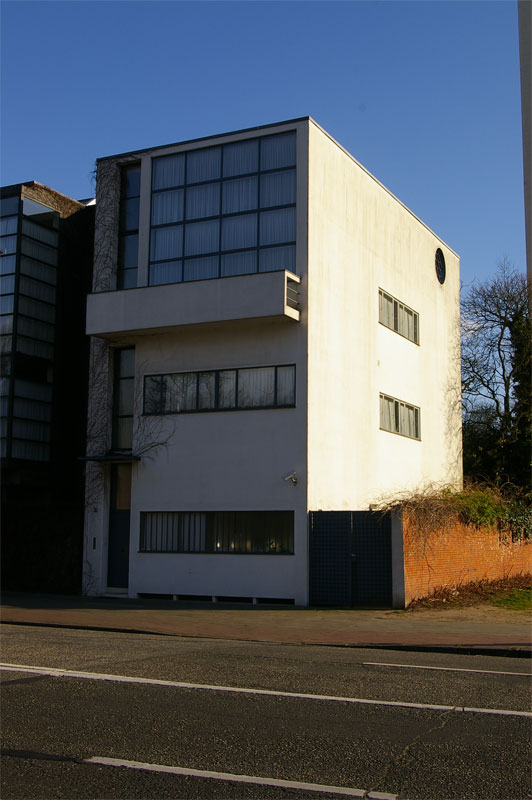
Мезун Ґюєтте